# GoldenDict
GoldenDict là một chương trình máy tính (phần mềm) từ điển mã nguồn mở cung cấp các bản dịch của các từ và cụm từ cho các ngôn ngữ khác nhau. Dự án GoldenDict nhằm mục đích tạo ra một chương trình từ điển tra cứu giàu tính năng.

## Tính năng